# Pactes de Família
Els Pactes de Família foren tres acords d'aliança entre Espanya i França signats el 1733, 1743 i 1761 en el moment en què en aquests dos països hi regnaven dues branques de la Dinastia dels Borbó. Per part francesa, el signant dels acords fou Lluís XV, i, per part espanyola, primer Felip V i, després, Carles III.
Com que els conflictes que es donaren durant el segle xviii s'inscriuen dins del cicle bèl·lic de la Segona Guerra dels Cent Anys, caracteritzat per una constant rivalitat franco-britànica, els Pactes de Família van dur sempre Espanya a la guerra contra Gran Bretanya, la qual cosa resultà perjudicial per al comerç marítim català.
Aquests pactes van estar orientats a recuperar territoris que es van perdre amb la signatura del Tractat d'Utrecht (1713) que va afectar Espanya i que va limitar els privilegis que França tenia comercialment a l'Amèrica hispana en benefici d'Anglaterra.

## El Primer Pacte de Família

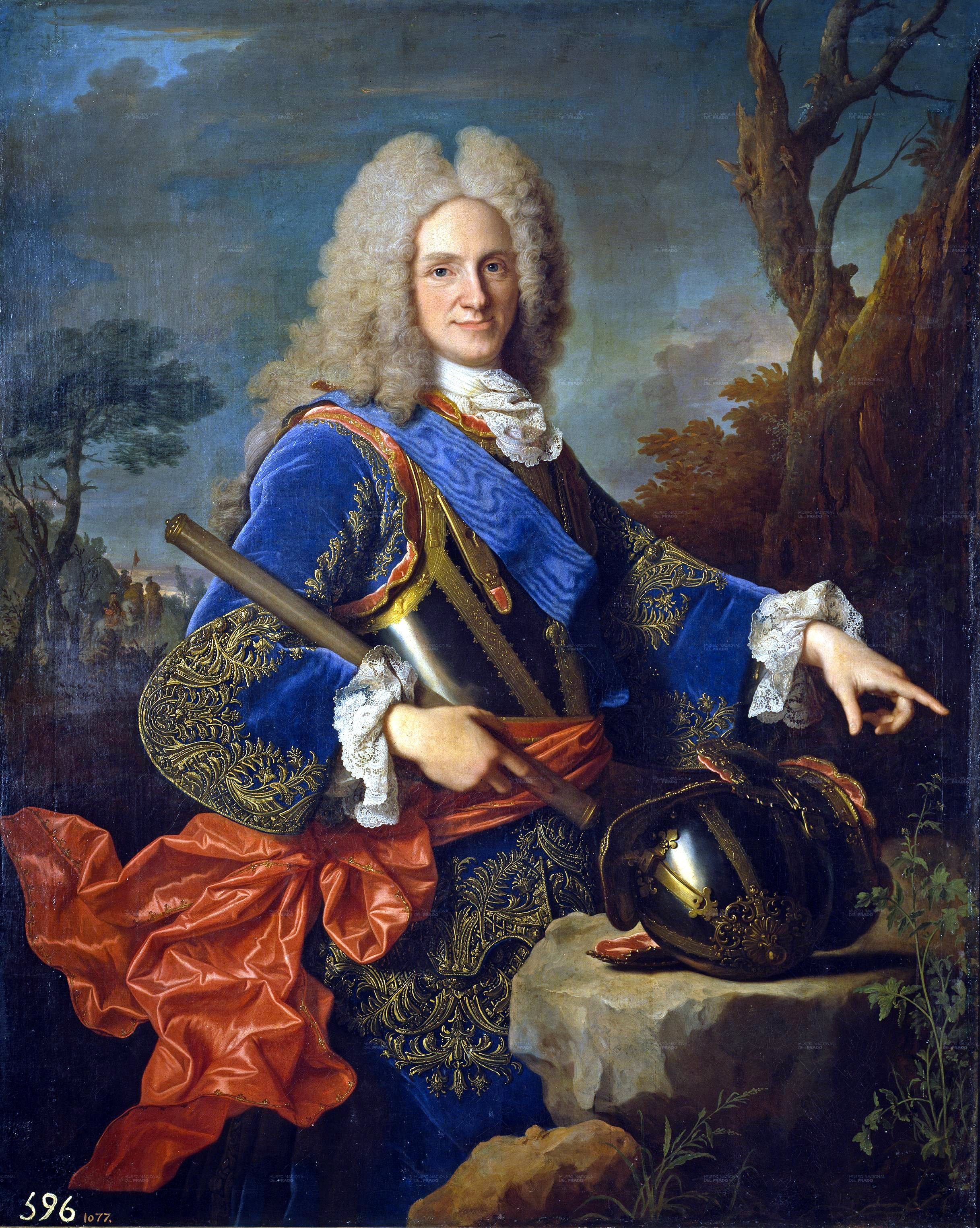
Felip V d'Espanya

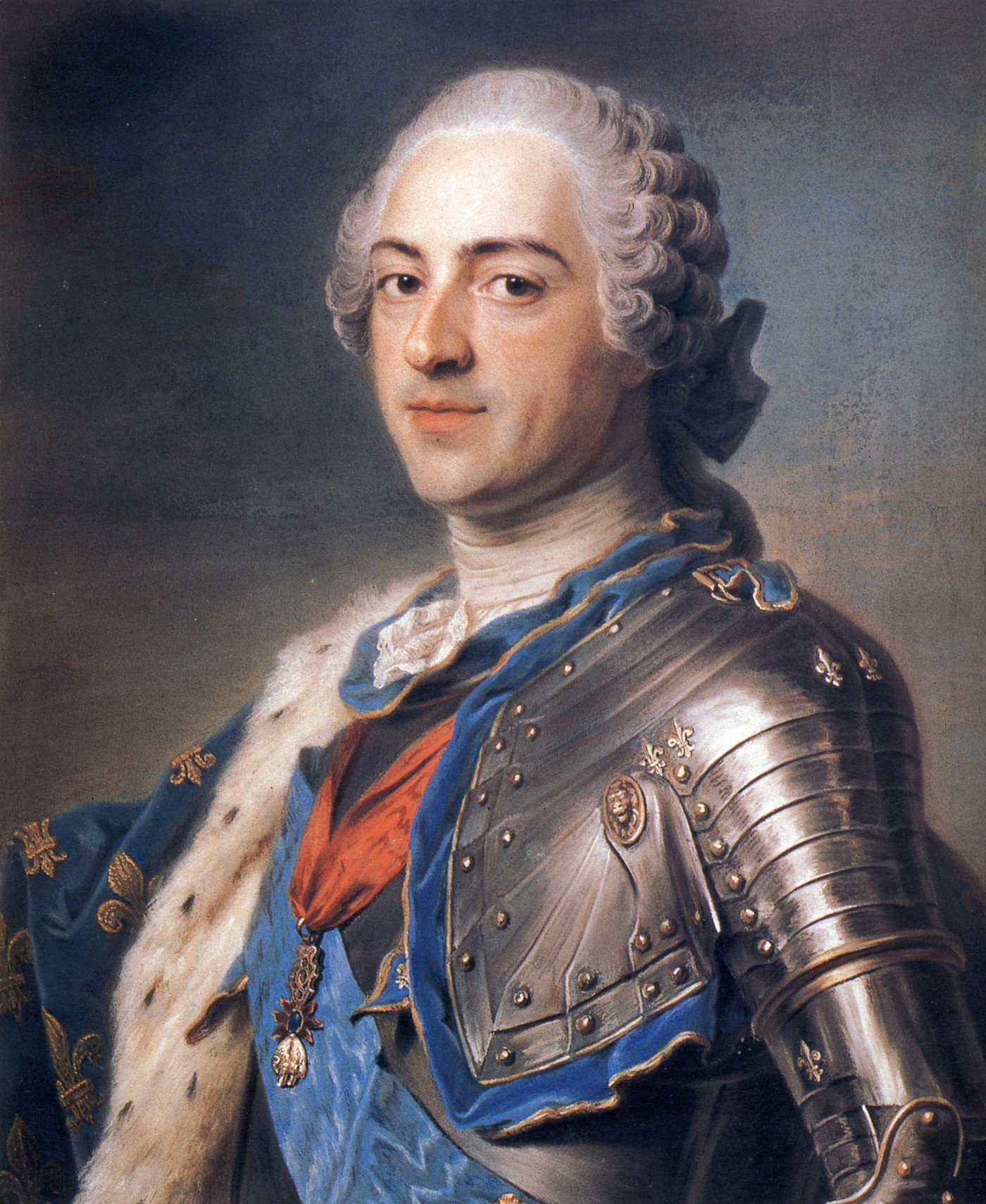
Lluís XV
Rei de França
Per Maurice Quentin de La Tour (1748, Museu del Louvre)

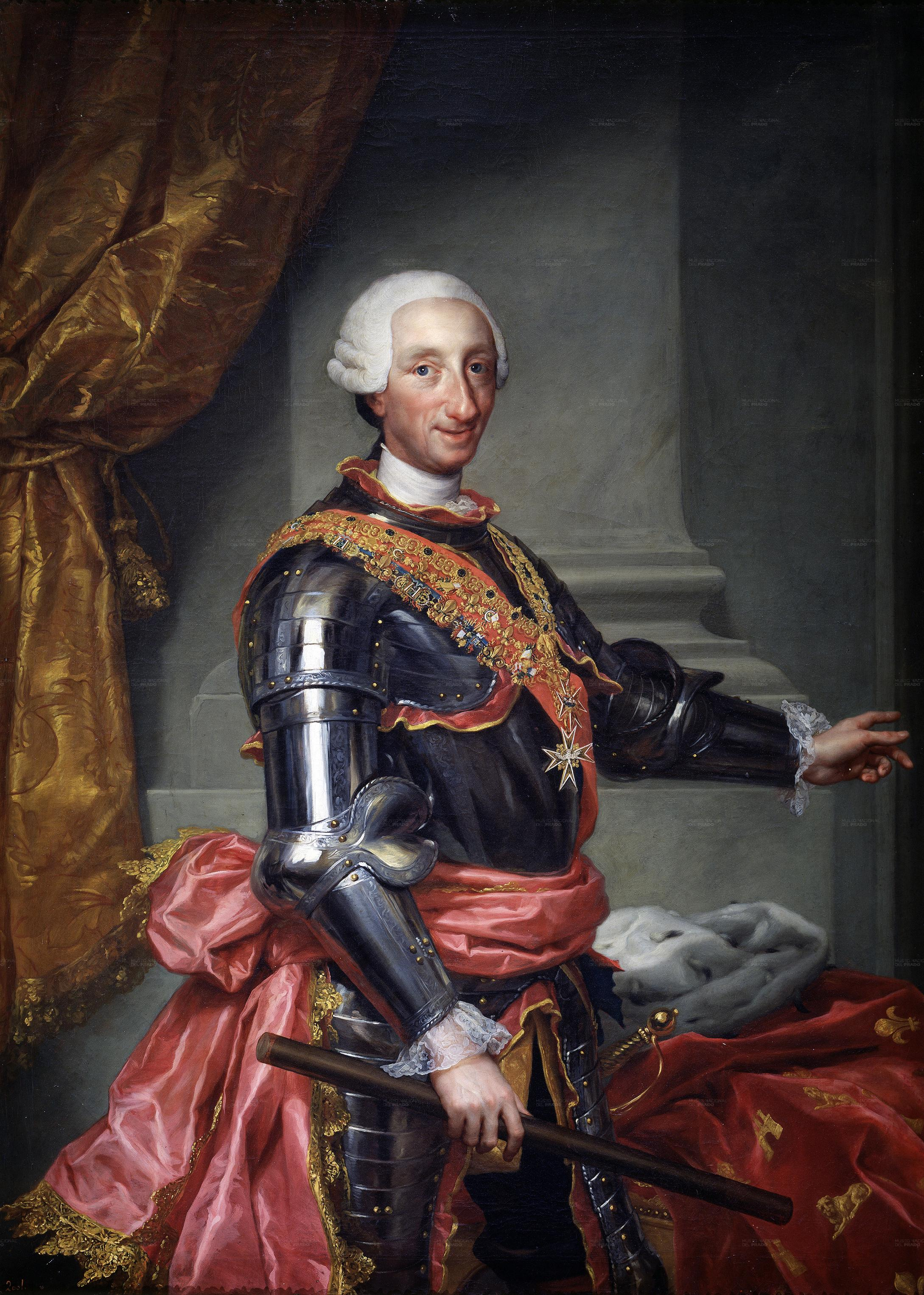
Carles III d'Espanya

El primer pacte de família fou signat per Felip V i el seu nebot Lluís XV el 7 de novembre de 1733 al Monestir de l'Escorial. El contingut de l'acord l'havien negociat els diplomàtics José Patiño i el comte de Rottemburg, actuant en nom dels respectius reis.
Felip V havia accedit al tron d'Espanya perquè, arran de l'extinció de la branca hispànica de la Casa d'Àustria, el seu avi Lluís XIV havia fet valer els seus drets com a successor de Carles II de Castella i d'Aragó, cosa que va donar origen a la Guerra de Successió Espanyola (1700-1713), resolta mitjançant el Tractat d'Utrecht pel qual, les potències europees reconeixien Felip V com a rei d'Espanya amb la condició que renunciés tant als seus drets al tron de França com a les antigues possessions de la Corona espanyola a Itàlia i als Països Baixos.
Lluís XV estava casat amb la princesa Maria Leszczyńska, filla del rei Estanislau I de Polònia, destronat el 1709. Per això, Lluís XV va decidir entrar en la Guerra de Successió Polonesa (1733 - 1738).
D'aquest conflicte, en què Espanya i França s'aliaren contra Àustria, Felip V va aconseguir-ne el domini de Sicília i Nàpols, refoses en el Regne de les Dues Sicílies on hi entronitzà el seu fill Carles. Per la seva banda, Lluís XV no va reeixir a imposar la restauració del seu sogre al tron de Polònia però va obtenir el ducat de Lorena.

## El Segon Pacte de Família
El 25 d'octubre de 1743, mentre tenia lloc la Guerra de Successió Austríaca (1742-1748), Felip V i Lluís XV signaren el Tractat de Fontainebleau, de resultes del qual, Felip, el quart fill de Felip V, esdevingué duc de Parma, Plasencia (Itàlia) i Guastalla l'any 1948.
En aquest pacte es van ajuntar l'aliança militar defensiva i ofensiva dels dos regnes per lluitar contra Anglaterra i contra Àustria.
Aquest pacte es va trencar quan el fill primogènit de Felip V d'Espanya va passar a ser rei, Ferran VI d'Espanya, ja que aquest va assumir una altra estratègia: la Neutralitat activa, que consisteix a reduir l'atac a l'exterior. Amb aquesta decisió Ferran VI d'Espanya no va haver de donar suport a França i això li va permetre dedicar els recursos de la Monarquia a enfortir la seva flota militar.
El Tractat d'Aquisgrà, signat el 18 d'octubre de 1948 va posar fi a la Guerra de Successió Austríaca. Els acords es van limitar, a tornar a la normalitat d'abans de la guerra. Però no va acabar amb la rivalitat entre França i Anglaterra, que tornaria a esclatar el 1956 amb Guerra dels Set Anys l'any (1756 - 1763).

## El Tercer Pacte de Família
Ferran VI d'Espanya (1746-1759), fill i successor de Felip V, va voler mantenir-se neutral en els conflictes entre França i Gran Bretanya; amb aquesta política, va obtenir dels britànics la supressió del navili de permís i de l'assentament de negres. Tanmateix, el seu successor, Carles III (1759-1788), va tornar a la política bel·licista anti-britànica per tal d'apoderar-se de Gibraltar i de Menorca. Per això, el 1761, mentre tenia lloc la Guerra dels Set Anys (1756-1763), va acordar una aliança amb el seu cosí germà Lluís XV de França.
Segons els acords del pacte signat a París per Jerónimo Grimaldi i el duc de Choiseul en nom dels reis el 15 d'agost, i ratificat per Lluís XV a Versalles el 21 d'agost i per Carles III a San Ildefonso el 25 d'agost de 1761, qui atacava una de les dues corones atacava també l'altra, ja que cadascuna havia de mirar com a propis els interessos de la seva aliada. Els principals punts de l'acord foren:
- Si una de les dues corones entrava en guerra contra una tercera, podia demanar ajuda militar de la seva aliada en unes condicions que quedaven explícitament estipulades en el text del pacte.
- Felip I de Parma, germà de Carles III, quedava inclòs en el pacte per la part espanyola
- No es podrien adherir al pacte monarques aliens a la Casa de Borbó.
- A França, els súbdits espanyols quedaven exempts de l'aplicació de la llei d'estrangeria i de les càrregues fiscals aplicables al comerç i a les herències, com també tindrien dret a usar les seves banderes; aquest tracte també s'aplicava als súbdits francesos a Espanya i als súbdits parmesans a tots dos països.
- El tractat continuaria vigent mentre les corones espanyola i francesa les ocupessin monarques borbons.

La participació en la Guerra dels Set Anys obrí la Guerra anglo-espanyola (1761-1763). El Tercer Pacte de Família va tenir resultats negatius per a la corona espanyola; els britànics ocuparen Cuba i Filipines, territoris que Carles III recuperà pel Tractat de París (1763), el qual, però, l'obligà a cedir Les Florides als britànics i la Colonia del Sacramento a Portugal
Aquest Pacte de Família va ampliar-se el 1768 per estendre el seu abast a temes de navegació i de comerç marítim, i fou renovat en el Tractat d'Aranjuez (1779) que estipularen Carles III i Lluís XVI, els quals s'aliaren per lluitar contra Gran Bretanya en la guerra contra els rebels independentistes de les colònies britàniques de l'Amèrica del Nord.
Pel Tractat de París (1783), amb què es posà fi a aquesta guerra, Gran Bretanya va haver de reconèixer la independència de les colònies de l'Amèrica del Nord però va conservar el domini del Canadà, territori que França li havia hagut de cedir en el Tractat de París (1763). Espanya va apoderar-se de Menorca i va recuperar Florida, Campeche i les zones costaneres de Nicaragua i Hondures; per la seva banda, França va recuperar la Louisiana, i va aconseguir Saint-Pierre i Miquelon, Saint Lucia, Tobago, i el riu Senegal a lÀfrica; com també se li va atorgar el dret de pesca en Terranova.
Tanmateix, els costos de la guerra van provocar greus problemes d'hisenda a França i Espanya, arran dels quals, Lluís XVI es va veure obligat el 1789 a convocar els Estats Generals, cosa que va donar origen a la Revolució Francesa, mentre que Espanya va quedar molt afeblida a causa de la manca de fons de l'erari públic.

## La Guerra Gran
Lògicament, l'aliança hispano-francesa forjada pels Pactes de Família va trencar-se quan a França els revolucionaris proclamaren la República (22 de setembre de 1792). Després que Lluís XVI fos executat a la guillotina (21 de gener de 1793), Carles IV d'Espanya va unir-se a la coalició formada per Nàpols, Holanda i Gran Bretanya en la guerra contra la França Revolucionària, la qual cosa va donar origen a l'esclat de la Guerra Gran (1793-1795). Tanmateix, la victòria francesa, ratificada en la Pau de Basilea (1795), així com les contínues rivalitats colonials amb la Gran Bretanya van dur a la supeditació de la corona espanyola a la França revolucionària i imperial, materialitzada en els Tractats de San Ildefonso (1796) i de Fontainebleau (1807) signats pel ministre Manuel Godoy, respectivament, amb el Directori i amb Napoleó.